# Bokerley Dyke
Bokerley Dyke és un fossat defensiu de 5,2 km de llargada situat a l'illa de la Gran Bretanya, concretament al nord-est de Dorset (Anglaterra), a prop de les localitats de Woodyates i Pentridge. Es creu que ja existia abans de la conquesta romana de Bretanya i els estudis arqueològics han mostrat que va ser modificat en l'època que els romans van abandonar el país, probablement per evitar la instal·lació de colons saxons. Els constructors, van ser doncs els britans, probablement membres de la tribu dels durotriges o els seus descendents.

## Descripció
El fossat s'estén al llarg de diversos quilòmetres i travessa la via romana entre Old Sarum (actual Salisbury, Wiltshire) i Badbury Rings, anomenada Icknield Street. Està construït aprofitant una falla geològica sobre els estrats de creta que configuren l'altiplà de Cranborne Chase, a continuació de la qual van excavar un fossat, com els que es feien al voltant de les muralles dels castells. La continuació d'aquest fossat, en el comtat de Hampshire rep el nom de Grim's Ditch. Entre la part de dalt i la de baix hi ha 12 peus de desnivell.
Bokerley Dyke podria tenir els seus orígens en l'edat del bronze o inicis de l'edat del ferro, època en què devia ser una frontera política i cultural. Els romans la van tallar al segle I per fer una via que comuniqués Old Sarum amb Badbury Rings.
Al segle iv va ser remodelada i tornada a fer servir com a element defensiu. Els estudis arqueològics demostren que els seus constructors van taponar la via romana perquè tornés a tenir continuïtat. Una moneda trobada, amb la marca de l'emperador Valent, ha servit per datar la reconstrucció poc després de l'any 364. Probablement la nova estructura es va fer entre el 367-8 quan, segons les cròniques romanes, com la d'Ammià Marcel·lí, aquesta part de l'imperi estava rebent l'atac dels pictes, scots i saxons en una suposada gran conspiració. La via romana es va reobrir més endavant però el fossat ja no es va tornar a fer servir amb finalitat defensiva, sinó per delimitar ones de pasturatge. Actualment forma part de la frontera entre els comtats de Dorset i Hampshire.

## Utilitat
Aquest fossat, col·locat al costat del desnivell del terreny, impedia l'accés a cavall i posava en inferioritat de condicions els atacants a peu. Es desconeix si els britans van fer servir servir la primera estructura per intentar aturar l'avanç dels romans al segle i, o si els romans la van aprofitar en algun enfrontament amb els nous invasors. La construcció amb les modificacions fetes l'any 367, sí que va dificultar i impedir efectivament la conquesta saxona de Dorset, que no va ser possible fins a gairebé 200 anys després d'instal·lar-se en altres llocs d'Anglaterra. Quan els saxons aconseguiren travessar Bokerley Dyke, a la segona meitat del segle vi, la línia defensiva va retirar-se a Combs Ditch, uns 50 km al sud-oest, però els saxons varen passar aviat també aquesta defensa, i varen arribar fins a Dorchester. Bokerley Dyke forma un continu amb Grim's Ditch, que s'endinsa en Hampshire.